# Hjärnbalken

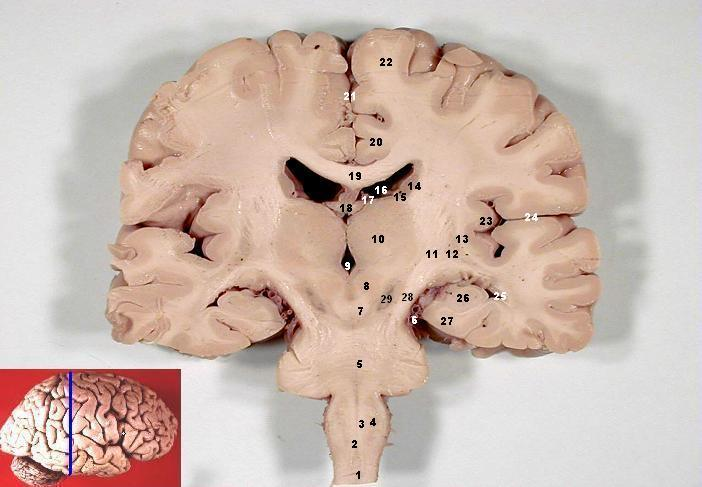
Snitt genom människans hjärna. Hjärnbalken har nummer 19.

Ska ej blandas ihop med hjärnbarken.
Hjärnbalken, corpus callosum, är ett band av nervfibrer som utgör länken mellan de två stora hemisfärerna.
Hjärnbalken förbinder huvuddelen av de båda hjärnhalvornas barkområden med varandra och består av 200 - 800 miljoner nervtrådar som samordnar aktiviteterna i de båda hemisfärerna. Nästan alla områden i hjärnhalvorna är förbundna men det finns undantag, till exempel områden som representerar händer och fötter. Områden som representerar mitten av kroppen har de mest täta förbindelserna eftersom dessa områden kräver interhemisfäriskt samarbete. 
Hjärnbalken kan indelas i fyra på varandra följande partier räknat framifrån och bakåt:
- Näbben (rostrum corporis callosi)
- Knäet (genu corp.call.) vilken innehåller fibrer från prefrontala barken,
- Stammen (truncus corp.call.) vilken innehåller fibrer från premotoriska, motoriska, somatosensoriska barken och bakre hjässlobsbarken,
- Bakdelen (splenium corp.call.) vilken innehåller fibrer från övre och nedre tinninglobens bark och synbarken.

En artikel från 1982 skriven av Lacoste och Utamsing pekade mot att kvinnor har en större hjärnbalk än män och argumenterade för att detta ger upphov till olika mentala förmågor. Publikationen verkar ha haft stor folkpsykologisk genomslagskraft och med tiden inspirerat till lekmannaförklaringar gällande uppfattade könsskillnader i beteenden. T.ex. skriver Time magazine om hjärnbalken "Often wider in the brains of women than in those of men, it may allow for greater cross-talk between the hemispheres—possibly the basis for women’s intuition."
Vetenskapen ställer sig å andra sidan frågande till såväl implikationerna av en storleksskillnad som huruvida en skillnad finns, samt till upplevda beteendeskillnader. En mer omfattande metastudie från 1997 Bishop och Wahlsten har visat att män har en större hjärnbalk än kvinnor, även i relation till hela hjärnans storlek och givit slutsatsen att den gamla tron att män skulle tänka annorlunda än kvinnor på grund av en mindre hjärnbalk inte är försvarbar. Senare studier visar också på mikrostrukturella skillnader mellan könen men i vilken grad det skulle finnas beteendemässiga och kognitiva konsekvenser av skillnaderna är inte utrett. Vetenskapen visar inte heller på någon skillnad i simultanförmåga mellan könen.     
Hjärnbalken har rapporterats vara större hos musiker än hos icke-musiker och hos vänsterhänta än hos högerhänta. 
Hos patienter med svårbehandlad epilepsi kan en operation då hjärnbalken förstörs användas, en så kallad corpus callosotomi.
- Wikimedia Commons har media som rör Hjärnbalken.